# Aptesis
Aptesis är ett släkte av steklar som beskrevs av Förster 1850. Aptesis ingår i familjen brokparasitsteklar.

## Dottertaxa tillAptesis, i alfabetisk ordning[1][2]
- Aptesis acuminata
- Aptesis albibasalis
- Aptesis albidipes
- Aptesis albifrons
- Aptesis alpestris
- Aptesis alpicola
- Aptesis alpineti
- Aptesis anaulus
- Aptesis assimilis
- Aptesis atrox
- Aptesis breviaria
- Aptesis catulus
- Aptesis chosensis
- Aptesis concolor
- Aptesis contigua
- Aptesis corniculata
- Aptesis cretata
- Aptesis erratica
- Aptesis exannulata
- Aptesis exquisita
- Aptesis fastigata
- Aptesis femoralis
- Aptesis flagitator
- Aptesis flavifaciator
- Aptesis fuscitibia
- Aptesis gracilis
- Aptesis grandis
- Aptesis gravipes
- Aptesis habermehli
- Aptesis hannibal
- Aptesis hypocrita
- Aptesis improba
- Aptesis incompta
- Aptesis inculta
- Aptesis jejunator
- Aptesis latiannulata
- Aptesis leucotarsus
- Aptesis lissopleuris
- Aptesis messor
- Aptesis minutor
- Aptesis nigricollis
- Aptesis nigritula
- Aptesis nigrocincta
- Aptesis nordlandiae
- Aptesis ochrostoma
- Aptesis opaca
- Aptesis opposita
- Aptesis orbitalis
- Aptesis pallidinervis
- Aptesis pectoralis
- Aptesis perversa
- Aptesis plana
- Aptesis polita
- Aptesis pugnax
- Aptesis pulchripes
- Aptesis punjabensis
- Aptesis rufifemur
- Aptesis rufigastra
- Aptesis scabra
- Aptesis scotica
- Aptesis scutellator
- Aptesis segnis
- Aptesis senicula
- Aptesis silvatica
- Aptesis subguttata
- Aptesis subnigrocinctus
- Aptesis terminata
- Aptesis varia
- Aptesis verrucata
- Aptesis yosemite